# Тихон (Чижевский)
Епископ Тихон (в миру Степан Васильевич Чижевский, 31 августа 1947, село Малятинцы, Кицманский район, Черновицкая область — 14 июля 2018, Афон) — епископ Украинской православной церкви (Московского патриархата), епископ Ивано-Франковский и Коломыйский (2014—2018).

## Биография
Учился в восьмилетней школе села Малятинцы и в средней школе соседнего села Ставчаны.
В 1965—1966 годах обучался в Черновицком музыкальном училище.
В 1966—1969 годах служил в рядах Советской армии.
В 1969—1971 годах обучался в Черновицком техническом училище № 1. С июля 1971 года работал токарем на Черновицком экспериментальном заводе.
17 июня 1973 года епископом Смоленским и Вяземским Феодосием (Процюком) рукоположен в сан диакона. С 15 августа 1973 года по 19 мая 1977 года служил штатным диаконом Успенского кафедрального собора города Смоленска.
С 30 мая 1977 года по 24 июля 1987 года — клирик Николаевского кафедрального собора города Черновцы.
В 1987 года закончил обучение на заочном отделении Московской духовной семинарии.
7 апреля 1979 года возведен в сан протодиакона.
29 марта 1987 года награждён камилавкой.
В 1987 года решением Священного Синода Русской Православной Церкви командирован в клир Николаевского собора города Нью-Йорк (США).
В марте 1990 года в Тихоновском монастыре в Саут-Кейнане (Православная Церковь в Америке) епископом Серпуховским Климентом (Капалиным) пострижен в монашество с именем Тихон.
7 июля 1991 года в Николаевском соборе Нью-Йорка архиепископом Клинским Макарием (Свистуном) рукоположен в сан иеромонаха.
11 июля 1991 года назначен настоятелем Николаевского собора города Сан-Франциско (США).
В октябре 1991 года возведён в сан игумена.
20 декабря 1992 года вернулся в клир Черновицко-Буковинской епархии.
1 января 1993 года епископом Черновицким Онуфрием назначен штатным клириком Свято-Духовский кафедральный собор города Черновцы. 13 апреля 1993 года награждён крестом с украшениями, а 30 апреля 1994 года возведен в сан архимандрита.
27 июля 2001 года перешёл в клир Украинской Православной Церкви в Канаде (Константинопольский Патриархат). Был настоятелем общины святого Георгия в Дофин, Манитоба. Находился в юрисдикции УПЦК до 30 июня 2010 года.
1 сентября 2010 года митрополитом Черновицким и Буковинским Онуфрием был принят в клир Черновицко-Буковинской епархии.
29 марта 2011 года назначен духовником Черновицкого городского благочиния Черновицко-Буковинской епархии Украинской Православной Церкви.
8 июля 2011 года стал участником Собора Украинской православной церкви в Киеве.

### Архиерейство
23 декабря 2014 года решением Священного Синода Украинской Православной Церкви избран епископом Ивано-Франковским и Коломыйским, вместо назначенного правящим архиереем Шепетовской и Славутской епархии архиепископа Пантелеимона.
27 декабря 2014 года в храме Всех святых на территории митрополичьей резиденции в киевском Пантелеимоновом монастыре в Феофании митрополит Киевский Онуфрий (Березовский) возглавил чин наречения архимандрита Тихона во епископа Ивано-Франковского и Коломыйского.
28 декабря в храме святых преподобных Антония и Феодосия Печерских Успенской Киево-Печерской лавры состоялась его епископская хиротония, которую совершили митрополит Киевский и всея Украины Онуфрий, митрополит Кишиневский и всея Молдовы Владимир (Кантарян), митрополит Каменец-Подольский и Городокский Феодор (Гаюн), митрополит Бориспольский и Броварской Антоний (Паканич), митрополит Тернопольский и Кременецкий Сергий (Генсицкий), архиепископ Черновицкий и Буковинский Мелетий (Егоренко), архиепископ Нежинский и Прилукский Ириней (Семко), архиепископ Шепетовский и Славутский Пантелеимон (Луговой), архиепископ Яготинский Серафим (Демьянов), архиепископ Городницкий Александр (Нестерчук), епископ Боярский Феодосий (Снигирёв), епископ Ирпенский Климент (Вечеря), епископ Бородянский Варсонофий (Столяр), епископ Васильковский Николай (Почтовый) и епископ Хотинский Евсевий (Дудка).
В течение четырёхлетнего архипастырства на Прикарпатье перенёс много испытаний. Особенно болезненно воспринял захват греко-католиками древнего Благовещенского храма в Коломые, которое состоялось вопреки всем договоренностям и заверениям представителей местной власти и других конфессий.
Скончался 14 июля 2018 года на Афоне. 21 июля в кафедральном соборе Рождества Христова со своим архипастырем попрощались духовенство и миряне Ивано-Франковской епархии. Днем гроб с телом владыки Тихона перевезли из Ивано-Франковска в кафедральный Свято-Духовский собор Черновцов. Чин погребения епископа Тихона состоялся в Черновцах 22 июля 2018 года. Похоронен на братском кладбище монастыря в честь Рождества Пресвятой Богородицы в Черновцах.